# Anomalohalacarus anomalus
Anomalohalacarus anomalus är en kvalsterart som först beskrevs av Édouard Louis Trouessart 1894.  Anomalohalacarus anomalus ingår i släktet Anomalohalacarus och familjen Halacaridae. Arten är reproducerande i Sverige. Inga underarter finns listade i Catalogue of Life.